# Harry Van Barneveld
Harry Van Barneveld, född den 18 februari 1967 i Amsterdam, Nederländerna, är en belgisk judoutövare.
Han tog OS-brons i herrarnas tungvikt i samband med de olympiska judotävlingarna 1996 i Atlanta.